# Bentalhai mészárlás
A bentalhai mészárlást (arabul: بن طلحة) az algériai polgárháborúban követte el az Algériai Iszlamista Hadsereg (a GIA), az Algírhoz közel fekvő Bentalha településen 1997. szeptember 22. és szeptember 23. között. Az eset a legsúlyosabb, civilek ellen elkövetett vérengzés volt az országban. Az Amnesty International legalább 200-ra teszi a meggyilkolt emberek számát, míg a The Economist egyéb független forrásokra hivatkozva 400-417 halottról számolt be.
A mészárlásért kollektív felelősség terheli az algériai hadsereget is, amelynek erői a falu közvetlen közelében állomásoztak, de nem léptek fel a civilek életének megmentése érdekében. Akadnak olyanok, akik szerint a mészárlást maga az algériai hadsereg hajtotta végre a GIA soraiban megbújva.

## Előzmények
Bentalha Algír egyik szatellitvárosától, Barakitól nem messze fekszik. A polgárháborút megelőző országgyűlési választásokon az iszlamista Iszlám Üdvfront (FIS) népszerű volt a környéken és a lakosság többsége szavazott is rá. A harcok kirobbanásakor számos bentalhai lépett be szélsőséges fegyveres mozgalmakba.
A FIS, bár radikális volt, de nem volt olyan mértékben szélsőséges, mint a később létrejövő csoportok némelyike, amelyek gyakorlatilag terrorszervezetek voltak, mint a GIA. Utóbbi, melyet Dzsámel Zituni vezetett 1996-ban történt meggyilkolásáig, olyan hihetetlen agresszióról tett tanúbizonyságot, hogy az már a csoportot támogató Oszama bin Ladennek is sok volt, emiatt meg is szakadt a kapcsolat a GIA és az Al-Káida között.
A GIA bármilyen apróságot ellenséges, az iszlám vallást fenyegetőnek vagy sértőnek vélt cselekedetnek gondolt, s borzalmas eszközökkel lépett fel sok esetben a civilek ellen, nem egy esetben halomra gyilkolva őket. A csoport (hasonlóan más szélsőséges szervezetekhez) az algériai berbereket, a kabilokat is ki akarta irtani, csak mert ragaszkodtak saját nyelvükhöz és kultúrájukhoz az arab nyelv helyett.
A GIA jelenléte Barakiban nagyon aktív volt, s 1994 és 1996 között is gyakorlatilag szabadon mozogtak az emberei Bentalhában is, ahol kormánypárti civilekre vadásztak.
1996 júniusában a kormány egy önvédelmi erő létrehozását jelentette be Bentalhában, hogy a lakosság meg tudja védeni magát a terroristáktól, azonban ezt az egységet ténylegesen nem fegyverezték fel, az ez irányú lakossági kéréseket rendszerint elutasították. Algéria néhai líbiai nagykövete, Mohamed Larbi Zitut szerint a hadsereg nem akart fegyvereket adni a polgárok kezébe, attól tartva, hogy ellene fordulnának, s ehelyett inkább kitették őket a veszélynek.
Zituni halála után a GIA még folytatta akcióit és tovább öldökölt a lakosság soraiban.
A bentalhai eseményeket megelőzően, 1997. augusztus 29-én a GIA 200 embert gyilkolt meg alig néhány kilométerre onnan, a raiszi mészárlásban. A lakosság körében elterjedt, hogy a szélsőségesek további vérfürdőt fognak művelni a környéken.

## A tömeggyilkosság
Szeptember 22-én, éjjel fél tizenkettőkor Bentalha délnyugati részét robbantások rázták meg. Délkeletről ugyanakkor, az ottani narancsültetvények felől GIA fegyveresek (kb. 50-100 fő) szivárogtak be a faluba, majd házról házra haladva mészárolták le az ott lakókat. Több helybelit teljesen váratlanul ért a támadás, volt, ahol a család épp vacsorázni készült. A településen az áramvezetékeket is elvágták, hogy az emberek minél kevesebbet lássanak és ne fogjanak gyanút.
A terroristák nem válogattak, s akit értek, megöltek: nőket, férfiakat, gyerekeket és időseket egyaránt. Szemtanúk szerint az utcák borzalmas sikolyoktól visszhangzottak (amiket állítólag Barakiig el lehetett hallani), eközben egy helikopter is körözött az égen. A támadók közül többen sötét ruhát és maszkokat viseltek, többeknek hosszú szakálluk volt, a fejükön pedig olyan kendőket hordtak, amiken iszlamista jelszavak voltak olvashatók. Szemtanúk helyi lakosokat is felismertek a terroristák között, akik részt vettek a mészárlásban.
A vérfürdő két negyedben, a Dzsilaliban és a Hai Boudoumiban zajlott le.
A gyilkosok kegyetlensége nem ismert határokat: voltak, akiket lőfegyverrel öltek meg, másokat késekkel, fejszékkel, kardokkal vagy bozótvágókkal fejeztek le, kaszaboltak össze és/vagy csonkítottak meg. A csecsemők közül sokat a falhoz vertek. A nőket rendszerint előbb megerőszakolták és csak utána ölték meg. A várandós asszonyok magzatjait egyszerűen kivágták és vagy a földhöz csapták vagy a tűzhelyekben égették el. Egyes áldozatokat szintén elevenen égettek meg.
Egy férfi az erkélyről dobta ki a gyerekeit az utcára, hogy menekülni tudjanak, ám a sötétben nem látta, hogy kinn is fegyveresek állnak, akik a gyerekeket minden teketória nélkül kivégezték.
Több falusi próbált elmenekülni, de őket a falu határában (alig pár száz méterre a vérengzések színhelyétől!) állomásozó katonai egységek feltartóztatták, sőt vissza is zavarták a terroristák karmai közé. Egy szemtanú szerint a katonaság éjfélkor érkezett a helyszínre, de pusztán csak szemlélője lett az eseményeknek. A katonák még azt is meggátolták, hogy a szomszéd falvakból érkező emberek a bentalhaiak segítségére siessenek. Másnap viszont a mészárlás helyszínére nem engedtek senkit, még a hozzátartozókat sem.
Sokan próbáltak az ablakon át, több métert ugorva menekülni a házukba törő terroristák elő. A zuhanást sérülésekkel túlélték, de így nem tudtak már elfutni és a GIA lemészárolta őket is.
A GIA 5 órán át zavartalanul folytathatta a vérfürdőt Bentalhában, majd annak végeztével bántatlanul távozott. A mészárlást a terroristák csak azért hagyták abba, mert a napfelkeltével már nem tudták volna álcázni magukat a fegyveres erők előtt.

## Következmények
Az Agence France-Presse szeptember 26-i londoni sajtóközleménye a GIA-t nevezte meg a bentalhai vérengzés felelőseként. Az elkövetők közül Fuad Boulemiát 2004-ben halálra ítélték Algériában. Egyéb felelősök vagy nem kerültek bíróság elé vagy rendszerint erőszakos halált haltak a GIA-n belüli belső feszültségek eredményeként (ez vezetett annak idején Zitumi meggyilkolásához is). Más eljárás nem indult az ügy felderítésére, lévén Abd el-Azíz Buteflíka kormánya 2000-ben általános amnesztiát hirdetett ki.
Egy helybeli lakost, Naszira Hamrenét, aki az egyik GIA terrorista, a mészárlásban szintén résztvevő Rasid Hamrane nővére volt, konspirációval gyanúsítottak, mert eligazította a terroristákat faluban és megmutatta házakban élnek iszlamista szimpatizánsok. Bár Naszira azt állította, hogy kényszerből cselekedett, mindazonáltal részt vett a meggyilkolt személyek holmijainak kirablásában is.
Súlyos kétségek merültek fel amiatt, hogy bár a hadsereg a helyszínen volt, de egyáltalán nem lépett fel, pedig ezáltal elkerülhető lett volna a tragédia. Ez erősítette azt az elképzelést, hogy a tömeggyilkosságot maga a hadsereg vagy pedig az algériai titkosszolgálat, a DRS kezdeményezte, amely beépült volna a GIA közé, hogy kompromittálja a FIS-t és más ellenzéki csoportokat és bosszút álljon a bentalhaiakon, akik a választásokon a FIS-re szavaztak. A helyszínen olyat is hallani véltek, hogy a terroristák azt mondják: „A katonák velünk vannak! Soha nem lépnek közbe!” Bentalhában is nagyon sokan meg vannak győződve arról a mai napig, hogy az igazi elkövetője a gaztetteknek a hadsereg volt.
Ezt azonban mások amiatt vonják kétségbe, mert a tömeggyilkosok személyazonossága többnyire ismertté vált, köztük helyi lakosoké. A kormánypárti algériai média és Habib Szuaidja volt katonatiszt szerint az ilyen állítások a szélsőséges fegyveresek kimosdatását és az algíri kormányzat lejáratását célozzák.
Ez viszont nem magyarázza, hogy miután a katonaság másnap bevonult Bentalhába, miért próbálta kizárni a sajtót és miért igyekezett minél hamarább, bármilyen vizsgálatok elvégzése nélkül elszállítani a holttesteket a helyszínről? A sebesült túlélők is csak jóval később juthattak orvosi segítséghez. Ezenkívül a holttesteket már aznap gyorsan el is hantolták.
Jahja Kidum algériai egészségügyi miniszter személyesen ment el a helyszínre tájékozódni, ám amikor számon kérték tőle, hogy a hadsereg vagy a biztonsági erők miért nem léptek fel, azt vágta oda az embereknek, hogy ők a felelősek, mert korábban ők „adtak enni” a terroristáknak. Ez sokakat annyira felbőszített, hogy kis híján majdnem meglincselték.
A külföldi (így az európai) elemzők megosztottak a kérdésben. Sokan nem tartják kizártnak, hogy a mészárlást akár a hadsereg vagy a titkosszolgálat követhette el, azonban megjegyzik, hogy nincs elég bizonyíték erre vonatkozóan.
A hadsereg vezetői a maguk részéről azzal magyarázkodtak, hogy az utakat elaknásították más fegyveres csoportok és így miattuk nem lehetett fellépni a lakosság érdekében, illetőleg nem kaptak parancsot sem a cselekvésre. A helybeliek szerint a környék azonban sosem volt elaknásítva, mivel az emberek akárhol is jártak nem történt sehol sem robbanás.
Felsejlik egy harmadik száll, mégpedig az ellenzéki, mérsékeltebb erők és a kormány közötti állítólagos titkos béketárgyalás, amely átmenti fegyvernyugvást hozott annak érdekében, hogy leleplezzék kik követik el pontosan a civilek elleni tömeggyilkosságokat.
Az áldozatok és családtagjaik kártalanítása máig nem történt meg, sőt ezt és az ügy alaposabb kivizsgálást a kormány a mai napig igyekszik minden eszközzel ellehetetleníteni. A hivatalos algériai nyilatkozatok is „csak” száz főnyi halottról tudnak Bentalhában.
A bűntett brutalitása, amely minden addigi képzeletet felülmúlt, a mai napig rásüti bélyegét Bentalhára és kihat a helyiek életére. A borzalmas események olyan pszichózist eredményeztek, amely későbbiekben is rengeteg áldozatot szedett a faluban. Számos hozzátartozója az áldozatoknak valamint túlélők idővel teljesen megőrültek, nagyon sokan öngyilkosok lettek. Gyerekek, akik saját szemükkel látták a vérengzést és főleg szüleik vagy szeretteik erőszakos halálát, felnőttként személyiségzavaros, stresszes, társas kapcsolatokra képtelen személyek lettek, beilleszkedési problémáik vannak, s ez kihat egzisztenciális körülményeikre is.
Ezek a személyek pszichológiai segítséget sem akkor, sem mostanáig egyáltalán nem kaptak, mivel a történteket különösen a felsőbb vezetés igyekszik meg nem történtté tenni és eltussolni.

## Kulturális vonatkozások
Hoszin Zaourar algériai fotós, aki akkor a környéken járt, az egyik áldozat női hozzátartozójáról készített fotót, aki a helyi kórháznál, a fájdalomtól sokkos állapotban összerogyva sír. A fotó Bentalha Madonná-ja címen World Press Photo díjat nyert 1997-ben. Az alkotást többen a spanyol polgárháborúban készült A milicista halála nevű felvételhez hasonlították.